# معركة أفيون قره حصار
معركة أفيون قره حصار معركة دارت قرب أفيون قره حصار غربي هضبة الأناضول، عام 121-122هـ/740م في خلافة هشام بن عبد الملك بين الأمويين المسلمين والإمبراطورية البيزنطية. انتهت المعركة بانتصار البيزنطيين ومقتل عبدالله البطال

## أحداث المعركة
خرج إليون من القسطنطينية ومعه مائة ألف فارس، فلما علم بذلك القائد عبد الله البطال أخبر بذلك أمير عساكر المسلمين وكان الأمير مالك بن شبيب، وقال له: المصلحة تقتضي أن نتحصن في مدينة حران، فنكون بها حتى يقدم علينا سليمان بن هشام في الجيوش الإسلامية، فأبى عليه ذلك ودهمهم الجيش، فاقتتلوا قتالًا شديدًا، والبيزنطيين يحومون حول البطال، ولا يتجاسر أحد أن ينوه باسمه خوفا عليه من الروم، فاتفق أن ناداه بعضهم وذكر اسمه غلطا منه، فلما سمع ذلك فرسان الروم حملوا عليه حملة واحدة، فاقتلعوه من سرجه برماحهم فألقوه إلى الأرض، ورأى الناس يقتلون ويأسرون، وقتل الأمير مالك بن شبيب، وانكسر المسلمون وانطلقوا إلى مدينة خراب فتحصنوا فيها، وانطلق ليون إلى جيش المسلمين الذين تحصنوا فحاصرهم، فبينما هم في تلك الشدة والحصار إذ جاءهم المدد بقدوم سليمان بن هشام في الجيوش الإسلامية، ففر ليون في جيشه راجعًا إلى بلاده وفدخل القسطنطينية وتحصن بها، وكان ذلك في أكرونيون المعروفة اليوم بأفيون قره حصار.